# رودرا
رودرا ( ‎/ˈrʊdrə/‎ ؛ سانسکریت: रुद्र  

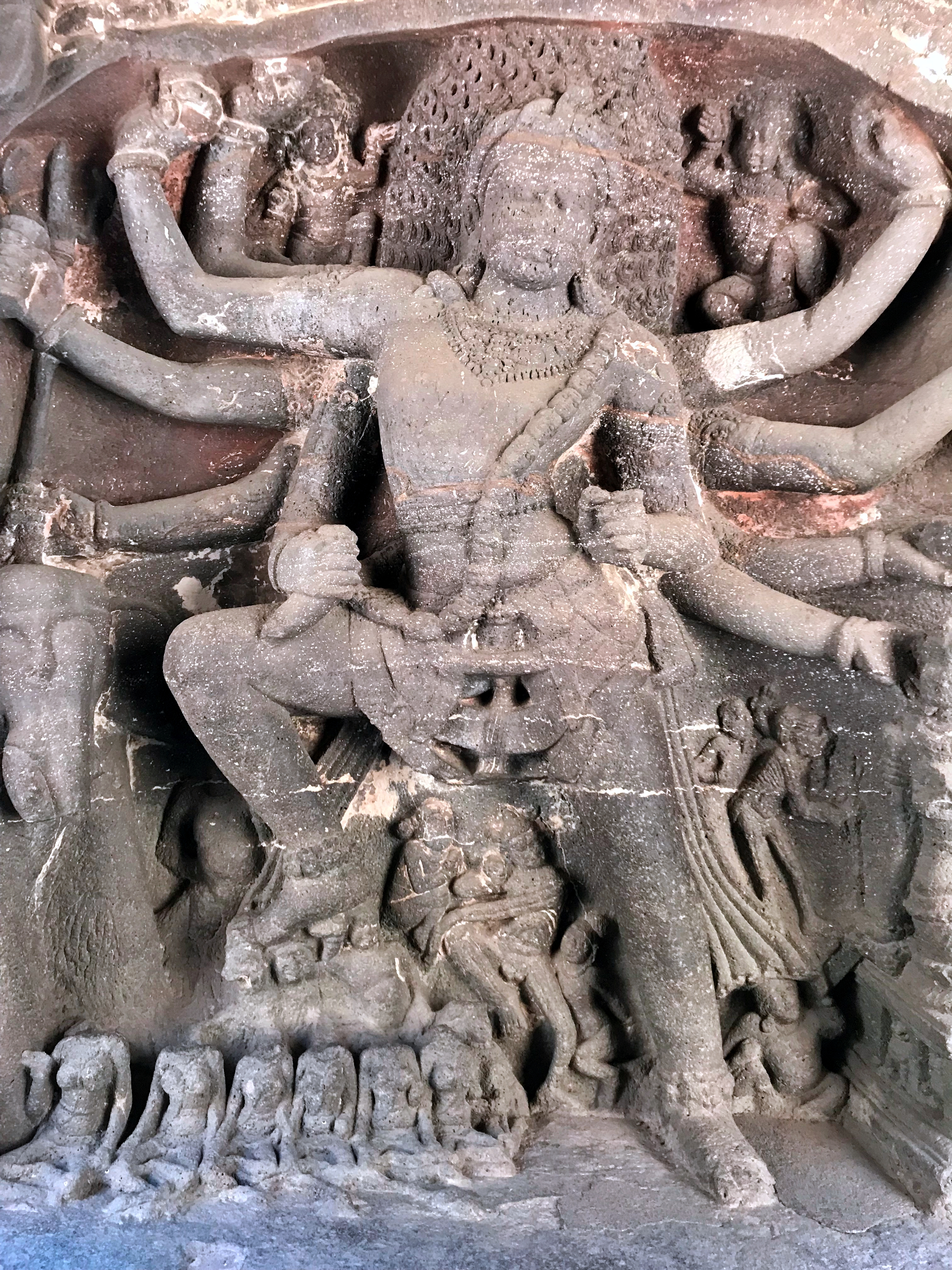
نمایی از هیکل «رودرا» درون معبد کیسالا، هند - ۲۰۱۸

) یک خدای ریگودیک است که با شیوا ، باد یا طوفان ،  وایو ،   پزشکی و شکار مرتبط است.  یکی از ترجمه‌های این نام «غرش‌کننده» است.    در ریگودا ، رودرا به‌عنوان «قوی‌ترین نیرومند» ستایش می‌شود.  رودرا به معنای "کسی که مشکلات را از ریشه آنها ریشه کن می کند". بسته به موقعیت دوره ای، رودرا می تواند به معنای «شدیدترین غرش/زوزه کننده» (ممکن است طوفان یا طوفان باشد) یا «ترسناک ترین» باشد. این نام در Shiva Sahasranama ظاهر می‌شود، و RK Sharma اشاره می‌کند که اغلب در زبان‌های بعدی از آن به عنوان نام شیوا استفاده می‌شود. سرود شری رودرام از یاجورودا به رودرا اختصاص دارد و در فرقه شیویسم مهم است.   در پراتاما آنوواکا از Namakam ( Taittiriya Samhita 4.5)، سری رودرام ، «قوی‌ترین توانا» رودرا، به‌عنوان ساداسیوا (به معنی «شیوای توانا») و ماهادوا مورد احترام قرار می‌گیرد. ساداشیوا خدای متعال است، لرد پاراماشیوا در فرقه شیویسم Mantra marga Siddhanta . همچنین، نام شیوا بارها در همان Anuvaka برای فراخوانی رودرا استفاده شده است.